# 墳場

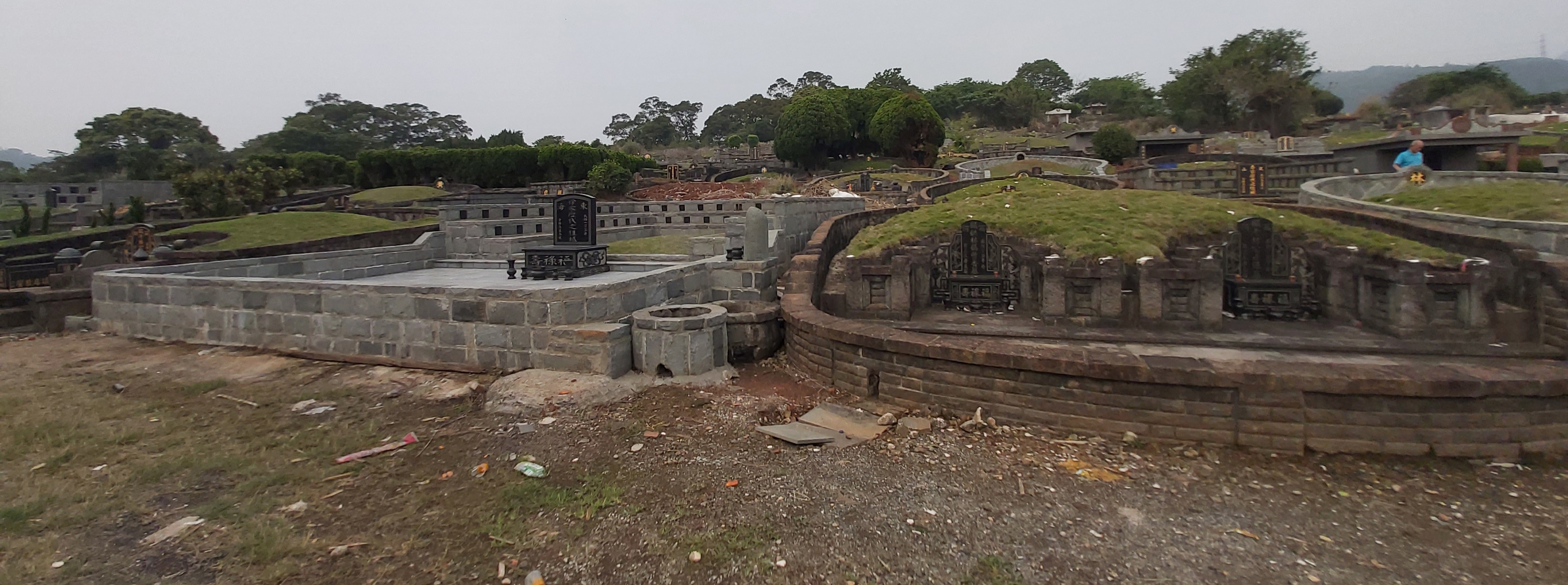
台灣新北市五股區天乙路孝義路墳墓群坐落於觀音山間

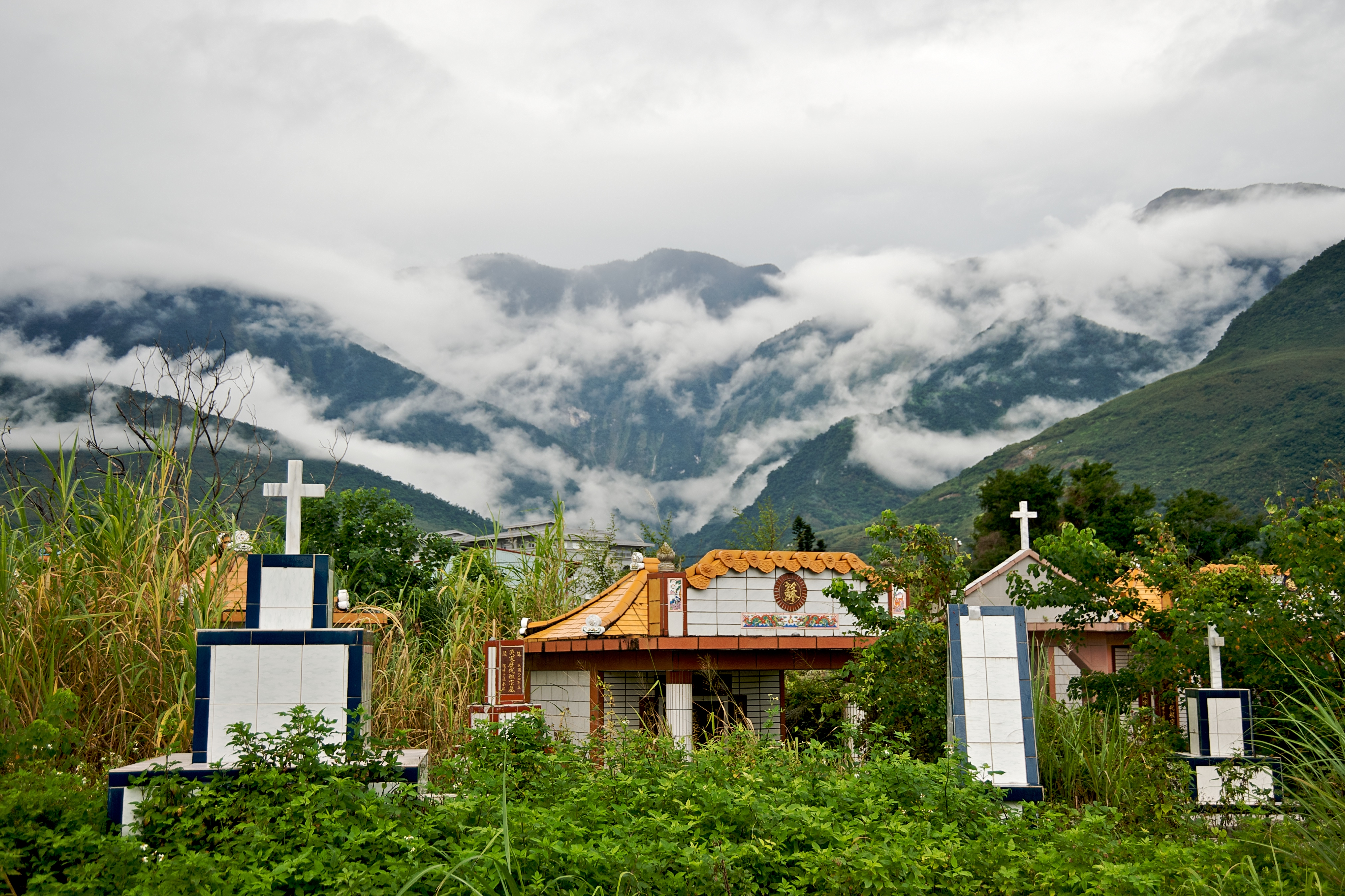
台灣花蓮縣花蓮市的佐倉公墓

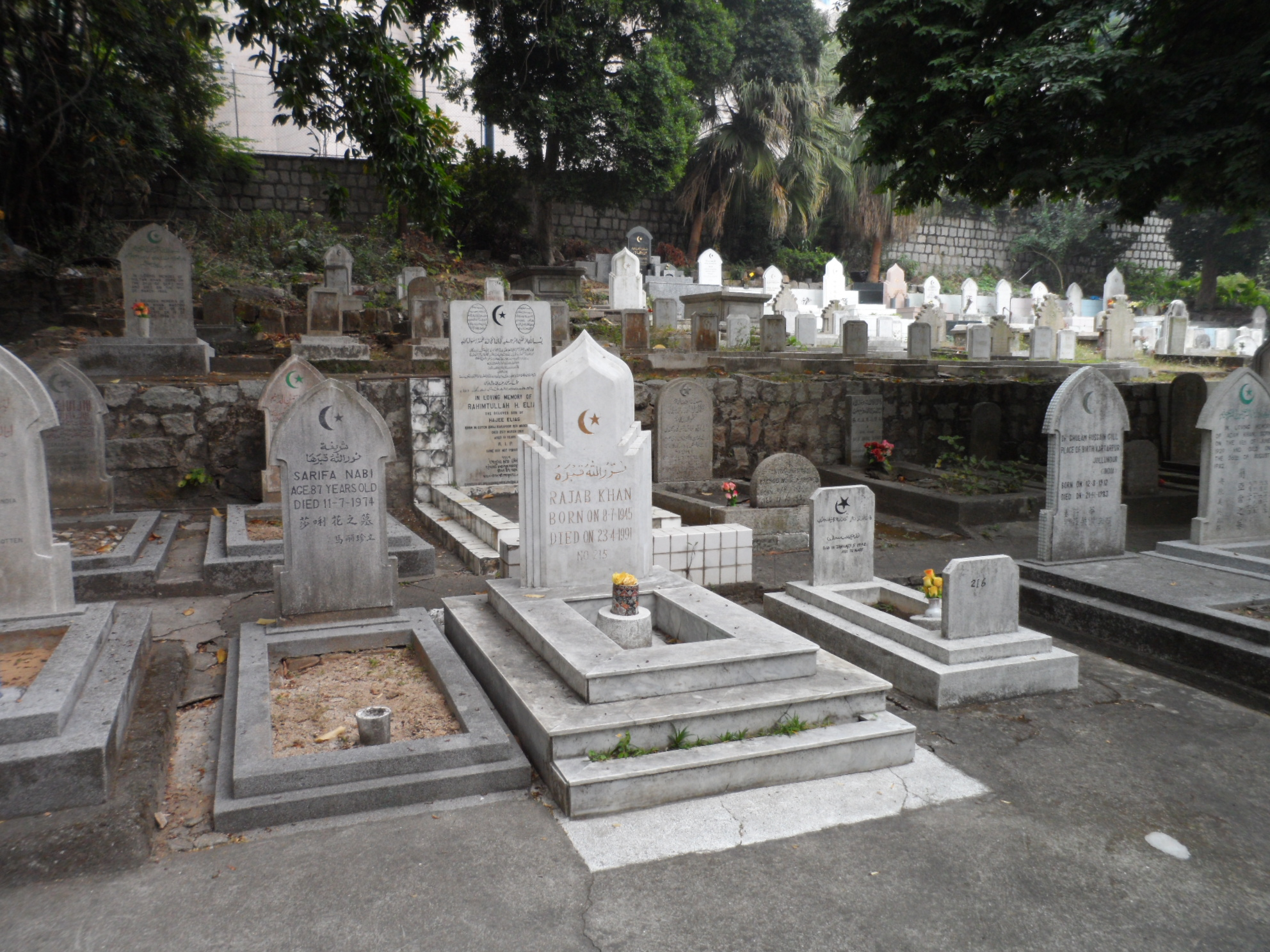
澳門伊斯蘭墳場

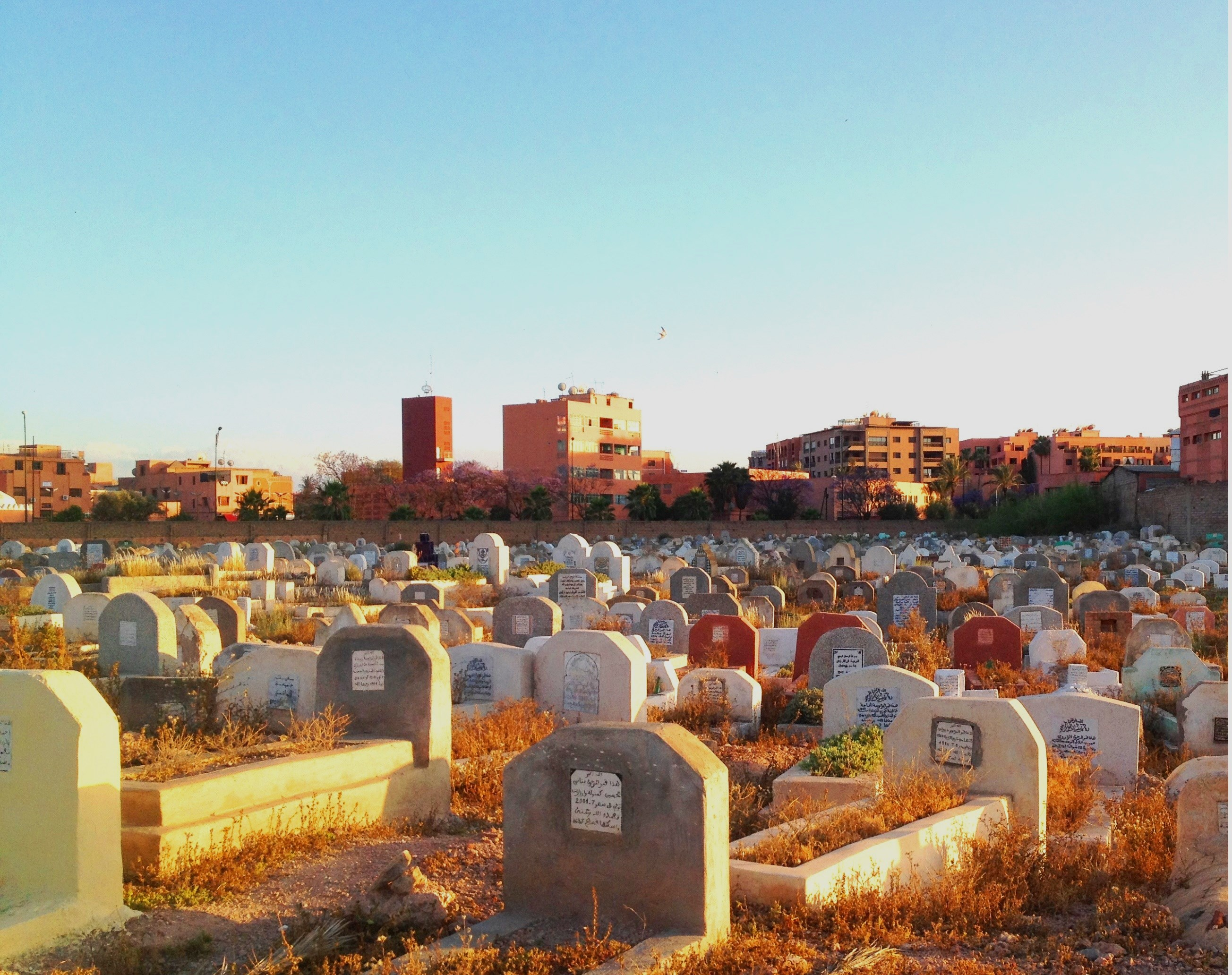
摩洛哥马拉喀什伊斯蘭墳場

墳場（英語：cemetery或graveyard），又稱公墓，是專門埋葬多個死者遺体以及火葬遗物如骨灰的一塊地方。英文中的来源于希腊文，意为“睡觉的场所”。该词暗示此地块专用作埋葬地。在西方世界，坟场是为死者举行最后的纪念仪式的地方。这些仪式随着宗教信仰和文化实践的不同而互有差异。
在台灣有時為了避諱，亦會以「夜總會」一詞代指墳場或是公墓裡的墳墓。

## 外部連結
- 维基导游上有關Cemeteries的旅行指南
- 中的“Cemeteries”